# Cerro Parmenio
Der Cerro Parmenio ist ein Hügel auf der Livingston-Insel im Archipel der Südlichen Shetlandinseln. Er ragt zwischen dem Playa Cachorros und dem Playa Maderas auf der Ostseite des Kap Shirreff am nördlichen Ende der Johannes-Paul-II.-Halbinsel auf.
Chilenische Wissenschaftler benannten ihn nach dem chilenischen Meeresbiologen Parmenio Yáñez Andrade (1902–1977), Teilnehmer an der 1. Chilenischen Antarktisexpedition (1946–1947), der auch an den Planungen zur Robbenzählung bei der 20. Chilenischen Antarktisexpedition (1965–1966) beteiligt war.